# Wilhelm Öhrström

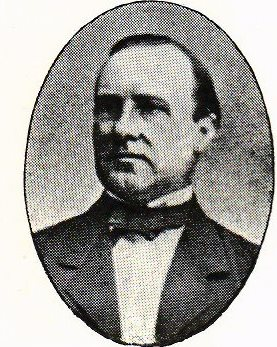
Wilhelm Ferdinand Öhrström

Wilhelm Ferdinand Öhrström, född 29 augusti 1821 i Ystad, död 24 april 1891 i Stockholm, var en svensk läkare. 
Öhrström blev 1839 student vid Lunds universitet samt 1844 filosofie magister, varefter han ägnade sig åt medicinska studier, avlade 1850 medicine licentiatexamen, försvarade samma år en avhandling för medicine doktorsgrad: Om bröstkorgens commotion, och blev kirurgie magister samt erhöll 1861 medicine doktorsdiplom. År 1850 utnämndes Öhrström till stadsläkare i Vadstena och var sedan 1851 därjämte andre läkare vid Vadstena hospital, kallades i december 1853 till läkare vid Malmö hospital och var 1861–82 till överläkare vid Stockholms hospital (Konradsberg) samt extra ordinarie professor i psykiatri vid Karolinska institutet. I Hygiea (24:e, 28:e, 32:a och 34:e banden) meddelade han åtskilliga artiklar av psykiatriskt innehåll.